# Jersey Bridge
Die Jersey Bridge ist eine einstreifige Fachwerkbrücke aus Stahl, die den Oil Creek in der Cherrytree Township im Venango County, Pennsylvania in den Vereinigten Staaten überquert. Sie verbindet Titusville mit dem Drake Well Museum und dem Oil Creek State Park. Das Bauwerk wurde 1988 in das National Register of Historic Places aufgenommen. Es wurde 1998 durch einen modernen Neubau ersetzt, wobei allerdings der Aufbau der alten Brücke verwendet wurde.

## Geschichte
Die ursprüngliche Jersey Bridge wurde im Jahr 1882 von der Morse Bridge Company, dem Vorgängerunternehmen der Youngstown Bridge Company, gebaut. Das Pennsylvania Department of Transportation (PennDOT) legte 1979 aufgrund des sich verschlechternden Zustandes ein Gewichtslimit von 10 Short tons (rund 9100 kg) für die Brücke fest. Am 22. Juni 1988 wurde das Bauwerk mit anderen Brückenbauten in Pennsylvania in das National Register of Historic Places eingetragen. 1997 wurde das Bauwerk ersetzt, um einerseits den Sicherheitsanforderungen durch das Verkehrsministerium des Bundesstaates genüge zu tun und um andererseits Reisebussen die Fahrt zum Drake Well Museum zu ermöglichen. Zu Beginn der Bauarbeiten, während der die einzige Zufahrtsstraße zu dem Museum unterbrochen war, musste dieses deswegen am 2. November 1997 schließen, doch konnte es im April 1998 wiedereröffnet werden, nachdem es zu einer Vereinbarung mit der Oil Creek and Titusville Railroad kam, nach der diese eine Station an dem Museum betrieb und Touristen von Titusville aus dorthin beförderte. Die erneuerte Jersey Bridge wurde am 27. Mai 1998 für den Verkehr freigegeben.

## Design

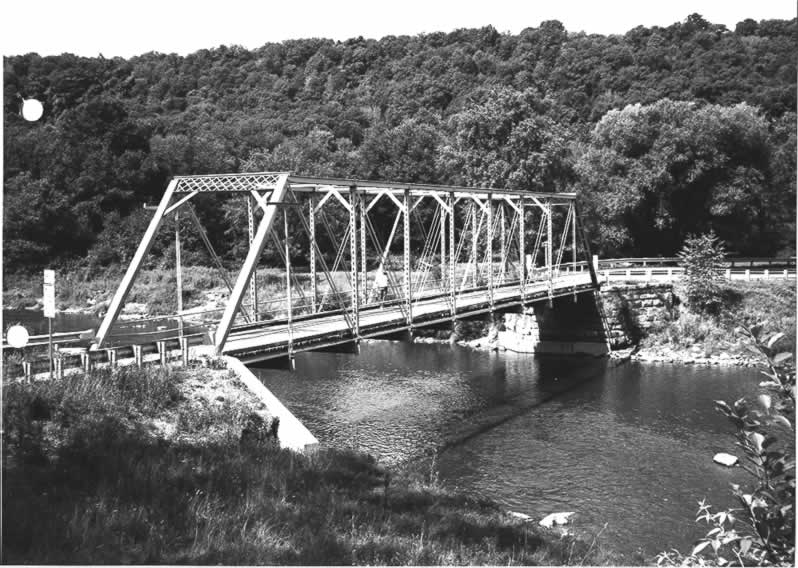
Fotografie der Brücke aus dem Jahr 1982

Als die Brücke 1998 neu aufgebaut wurde, verwendete man zwar den Aufbau der alten Jersey Bridge, doch der lasttragende Unterbau ist eine moderne Balkenbrücke. Für den Aufbau blieb das mit Nieten zusammengefügte parallelgurtige Fachwerkbauwerk erhalten. Die Brücke hat immer noch nur einen Fahrstreifen, doch auf einer Seite wurde außerhalb des früheren Aufbaus ein Gehweg für Fußgänger angebaut.

## Belege
1. 1 2 3  Federal Highway Administration: State: PA, Place Name: Oilcreek (Township of), County: Venango, NBI Structure Number: 601011001014800. In: National Bridge Inventory. Nationalbridges.com (Alexander Svirsky), 2010, archiviert vom Original am 10. Mai 2012; abgerufen am 25. Juli 2011 (englisch).  Info: Der Archivlink wurde automatisch eingesetzt und noch nicht geprüft. Bitte prüfe Original- und Archivlink gemäß Anleitung und entferne dann diesen Hinweis. Anmerkung: Dabei handelt es sich um eine Web-Scraping-Version der amtlichen Daten von PennDoT unter PA10.txt. Federal Highway Administration, 2010, abgerufen am 25. Juli 2011 (englisch).
2. 1 2  G. A. Rapp, Pennsylvania Department of Transportation: Bridge in Cherrytree Township. (PDF; 369 kB) In: Pennsylvania Historic Resource Survey Form. Pennsylvania Historical and Museum Commission, 13. August 1982, S. 3, abgerufen am 26. Juli 2023 (englisch).
3. 1 2 3  Jim Carroll:  Unique Bridge Opens in Titusville, 27. Mai 1998, S. 11B (englisch).